# Klaus Hartmann (Ingenieur)

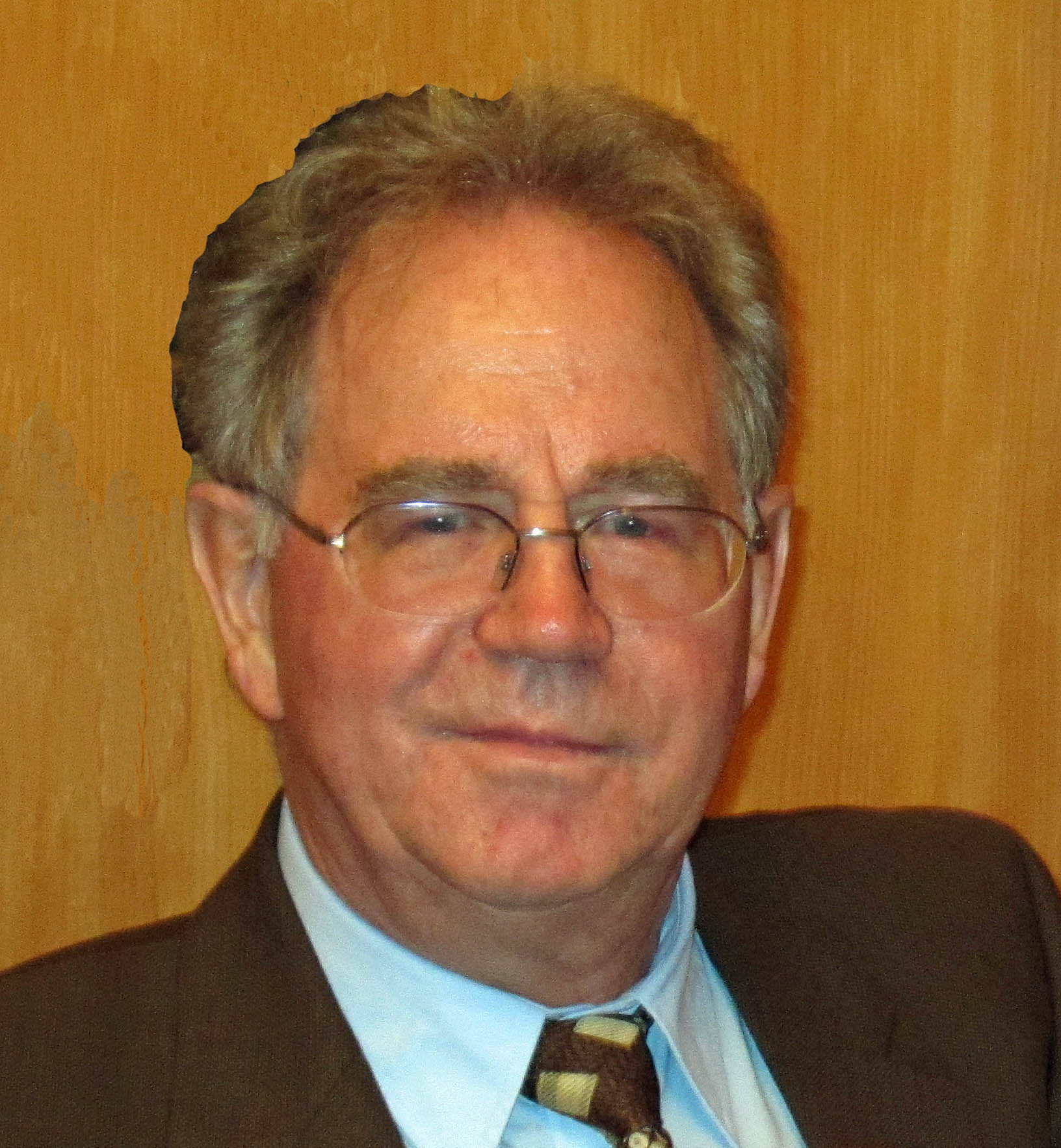
Klaus R. Hartmann

Klaus Hartmann (* 16. Mai 1939 in Dresden) ist ein deutscher Ingenieur, Professor und Unternehmer für Verfahrenstechnik. Er ist ein Pionier der rechnergestützten Prozess-Systemtechnik, der Rechnersteuerung großer verfahrenstechnischer Anlagen und Mitbegründer der Systemverfahrenstechnik / Prozessverfahrenstechnik.

## Studium
Hartmann besuchte von 1945 bis 1953 die Grundschule in Fürstenwalde, anschließend die Oberschule „Glück auf“ in Altenberg. An der Arbeiter- und Bauernfakultät der Martin-Luther-Universität Halle legte er 1957 sein Abitur ab. Er ist seit 1965 mit der Verfahrenstechnikerin Dr. habil. Galina Hartmann verheiratet und hat zwei Söhne.
Von 1957 bis 1962 studierte er an der Technologischen Hochschule Sankt Petersburg (Leningrader Technologisches Institut, LTI) Verfahrenstechnik und chemische Technologie. In seiner Diplomarbeit beschäftigte er sich mit der rechnergestützten Optimierung chemischer Reaktorsysteme. Nach einer kurzzeitigen Tätigkeit im VEB Farbenfabrik Wolfen absolvierte er am LTI von 1962 bis 1964 eine wissenschaftliche Aspirantur und promovierte 1965 mit einer Arbeit zur Optimierung von Reaktorsystemen.

## Tätigkeit in der Industrie
Im Januar 1965 übernahm er im neu gegründeten Erdölverarbeitungswerk Schwedt (EVW) – später Petrolchemisches Kombinat Schwedt (PCK) – die Abteilung Werksoptimierung, ab 1966 Hauptabteilung Prozesssteuerung mit der Zielstellung der Komplexautomatisierung aller Haupt- und Nebenanlagen und der Implementierung eines hierarchisch strukturierten Prozessrechnersystems sowie der rechnerbasierten kommerziellen Datenverarbeitung. Durch diese Innovationen wurde das PCK Schwedt zu einer der modernsten Raffinerien Deutschlands. Die wissenschaftlichen und ingenieurtechnischen Grundlagen und Methoden/Algorithmen, die für die Komplexautomatisierung erarbeitet wurden, sind in der Monographie „Analyse und Steuerung von Prozessen der Stoffwirtschaft“ 1971 veröffentlicht worden. 1974 habilitierte er sich mit einer Arbeit zur rechnergestützten Synthese großer verfahrenstechnischer Systeme.

## Wissenschaftliche Tätigkeit

### Technische Hochschule Leuna-Merseburg
1972 wurde er als ordentlicher Professor für Systemverfahrenstechnik der Sektion Verfahrenstechnik an die TH Leuna-Merseburg berufen. Schwerpunkte seiner Lehre und Forschung waren rechnergestützte Lehrmethoden und Werkzeuge zur Anlagenmodellierung, Anlagensimulation und Optimierung, Synthesemethoden für optimale Strukturen zur Stofftrennung und Wärmeübertragung sowie chemischer Reaktoren. Zahlreiche Forschungsergebnisse wurden in Kooperation mit der Großindustrie in die Praxis umgesetzt. Neuartige Prinzipien und Methoden wie die Nutzung neuronaler Netze, unscharfer Methoden (Fuzzy-Sets, und mehrkriterielle Optimierung in Zusammenarbeit mit Manfred Peschel) wurden weiterentwickelt und industriell genutzt. Von 1976 bis 1981 wurde er zum Sektionsdirektor der Sektion Verfahrenstechnik und von 1983 bis 1986 zum Dekan der Fakultät für Technische Wissenschaften und Mathematik gewählt. Nach seiner Weigerung zur Mitwirkung am Anti-SDI-Programm der UdSSR und DDR verließ er 1986 die THLM.

### Akademie der Wissenschaften
1986 übernahm er den Bereich Prozess- und Systemanalyse am Institut für Chemische Technologie der Akademie der Wissenschaften. Hauptgegenstand der Forschungsarbeiten war die Schaffung eines modell- und rechnergestützten Beratungssystems der stofflichen und energetischen Nutzung fossiler Kohlenstoffträger einschließlich notwendiger CO2-Minderungsstrategien für die gesamte Volkswirtschaft der DDR. Die Modellsimulationen zeigten, dass sich insbesondere durch die Kürzung der Erdöllieferungen der UdSSR an die DDR signifikante Engpässe in der Volkswirtschaft ergaben und bereits 1988 die damit verbundenen bevorstehenden wirtschaftlichen Krisen vorauszusehen waren. Weitere Schwerpunkte seiner Forschungsarbeiten waren unscharfe Methoden der Modellbildung, Polyoptimierung großer Systeme und Struktursynthesemethoden verfahrenstechnischer Systeme und die Entwicklung und Anwendung von Methoden der künstlichen Intelligenz für die Steuerung großer Systeme.

### Technische Universität Berlin
Im Einigungsvertrag von 1990 wurde die Akademie der Wissenschaften der DDR und alle deren Einrichtungen zum 31. Dezember 1991 aufgelöst. Hartmanns Arbeitsgruppe Systemverfahrenstechnik wurde am 1. Januar 1992 in das Institut für Prozess- und Anlagentechnik der Technischen Universität Berlin (TU) eingegliedert. Es wurden neue Lehr- und Forschungsthemen wie Prozess-Systemtechnik und Systemverfahrenstechnik in den Lehrprogrammen der TU angeboten und Forschungsarbeiten zur Synthese optimaler verfahrenstechnischer Systeme durchgeführt. Parallel dazu übernahm Hartmann 1993–1997 die Lehrstuhlvertretung Prozesssystemtechnik an der neu gegründeten Brandenburgischen Technischen Universität Cottbus. Zur Realisierung innovativer Ideen für neuartige Hochgeschwindigkeitsstofftrenn-Ausrüstungen gründete er 1998 mit jungen Ingenieuren ein Unternehmen – die Gesellschaft für Informations- und Prozesstechnik mbH (GESIP).

### Publikationen und weitere wissenschaftliche Aktivitäten
Seine Publikationstätigkeit umfasst zahlreiche Monografien, Lehrbücher, Sammelbände, Wörterbücher und Übersetzungen/Herausgeberschaften insbesondere von Monografien sowjetischer Wissenschaftler, mit denen auch Jahrzehnte gemeinsame Forschungsarbeiten durchgeführt wurden. Er verfasste zahlreiche Fachvorträge und Veröffentlichungen in Fachzeitschriften. Zudem gab er gab bis 1985 mit M. G. Slinko und später zusammen mit W. Schirmer die Reihe "Grundlagen der Verfahrenstechnik und chemischen Technologie" heraus, die neue system- und prozessverfahrenstechnische Forschungsergebnisse vorstellte. Von 1974 bis 1988 war er Mitglied im Redaktionskollegium der Zeitschrift „Wissenschaft und Fortschritt“.
Von 1973 bis 1986 war er Verantwortlicher für die Forschungsrichtung Systemverfahrenstechnik der Hauptforschungsrichtung Verfahrenstechnik im Programm Chemie der Grundlagenforschung der DDR unter der Leitung von Wolfgang Fratzscher sowie von 1985 bis 1989 Mitglied des Wissenschaftlichen Beirates für Energetische Grundlagenforschung beim Präsidium der Akademie der Wissenschaften.
Außerdem war er Gutachter für Forschungs- und Wissenschaftsgremien wie Deutsche Forschungsgemeinschaft (DFG), Volkswagenstiftung, NATO Science Fundation, die Europäische Union im Gutachtergremium des Wissenschaftspreises der EU (Descartes), in Berufungsvorhaben/Dissertationen, Forschungsprojekten im In- und Ausland.
Hartmann ist Inhaber zahlreicher Patente.

## Unternehmer
Hartmann wurde einer der Geschäftsführer von GESIP. Das Unternehmen hatte seine experimentelle Basis an der TU Berlin und im Umweltzentrum in Berlin-Adlershof. Die vom Unternehmen entwickelten Hochgeschwindigkeits-Stofftrennelemente (Gas-Flüssigkeits-Abscheider) wurden patentiert und 1999 mit dem Innovationspreis von Berlin-Brandenburg ausgezeichnet. Diese neuen Stoffaustauschelemente werden industriell genutzt.
2004 ging Klaus Hartmann in den akademischen Ruhestand. Dem Ruhestand schloss sich eine umfangreiche Gastlehrtätigkeit an, die er bereits als Professor begonnen hatte, u. a. in St. Petersburg, Moskau, China, Prag, Sofia, Helsinki, Tokyo, Kyoto, Detroit, Kazan, Durban, Manchester.

## Ehrungen und Auszeichnungen
- Prof. E. h. 1978
- Dr. h. c. 1979
- Schorlemmer-Medaille 1974, 1976
- Innovationspreis Berlin-Brandenburg 1999
- Leibniz-Sozietät der Wissenschaften 1999
- Mendelejew-Medaille 2009

## Schriften (Auswahl)
- Klaus Hartmann (Herausgeber und Autor): Analyse und Steuerung von Prozessen der Stoffwirtschaft. Autorenkollektiv, Berlin Akademie-Verlag; Leipzig, Deutscher Verlag für Grundstoffindustrie 1971
- W. W. Kafarow und Klaus Hartmann: Kybernetische Methoden in der Chemie und chemischen Technologie. Berlin, Akademie-Verlag, 1971
- D. Balzer, K. Hartmann, R. Kusin, E. Lezki, G. Reinig: Praktische Erfahrungen und Ergebnisse des Einsatzes von Digitalrechnern zur Analyse, Modellierung und Steuerung verfahrenstechnischer Prozesse. messen-steuern-regeln 15 (1972) 9, 334–337
- K. Hartmann, M. G. Slinko: Automatisierte Steuerung kontinuierlicher Produktionsprozesse. Akademie-Verlag Berlin 1975
- G. Gruhn, K. Hartmann u. a.: Systemverfahrenstechnik. 2 Bände, Deutscher Verlag für Grundstoffindustrie, Leipzig 1976 und 1978
- Klaus Hartmann u. a.: Statistische Versuchsplanung und -auswertung in der Stoffwirtschaft. Deutscher Verlag für Grundstoffindustrie, VEB, Leipzig, 1974, Russ. Ausgabe Verlag Mir, Moskau 1977
- K. Hartmann, E.-O. Reher u. a.: Prozessverfahrenstechnik. Deutscher Verlag für Grundstoffindustrie, Leipzig 1978
- Mitautor in ABC der Verfahrenstechnik. VEB Deutscher Verlag für Grundstoffindustrie, Leipzig 1979
- K. Hartmann, W. Schirmer, M. Slinko: Probleme der modernen chemischen Technologie. Akademie-Verlag, Berlin 1980
- K. Hartmann. W. Kohlert: Berechnung chemisch-technologischer Prozesse (russ.), Chimija, 2. Auflage, Leningrad 1982, Herausgeber: I. P. Muchljonov
- G. Zeising, M. Wagenknecht, K. Hartmann: Synthesis of Distillation Trains with Heat Integration by a Combined Fuzzy and Graphical Approach. Fuzzy Sets and Systems 12 (1984) 103–115
- K. Hartmann, Mitautor: Chemisch-technologische Systeme – Entwurf, Optimierung u. Steuerung. (russ.) Verlag Chimija, Leningrad 1985
- K. Hartmann, Mitautor: Verfahrenstechnische Berechnungsmethoden. Band 6: Verfahren und Anlagen. VEB Deutscher Verlag für Grundstoffindustrie, Leipzig 1984 und 1986; VCH Verlag, Weinheim 1987
- K. Hartmann, Mitautor: Chemisch-technologische Systeme – Entwurf, Optimierung und Steuerung. (russ.) Verlag Chimija, Leningrad 1985
- M. Peschel, K. Hartmann u. a.: Optimierung der Qualität komplexer Produkte und Prozesse. (russ.) Verlag Chimija, Moskau 1989, ISBN 5-7245-0353-0
- M. Peschel, K. Hartmann u. a.: Optimierung von Erzeugnissen und Prozessen. VEB Verlag Technik, Berlin 1989
- Mitautor: Verfahrenstechnische Berechnungsmethoden. Band 6: Verfahren und Anlagen. VEB Deutscher Verlag für Grundstoffindustrie, Leipzig 1984 und 1986; VCH Verlag, Weinheim 1987
- K. Hartmann, K. Kaplick: Analyse und Entwurf chemisch-technologischer Verfahren. Akademie-Verlag, Berlin 1985 (engl. Analysis and Synthesis of Chemical Process Systems. Elsevier 1990, ISBN 0-444-98745-2)
- U. Behrendt, A. Barnikow, M. Scharni, K. Hartmann: An Interactive Decision Support System for Energy and Chemical Industry Projects System Analysis. Modelling Simulation, Nr. 4 (1990)